# Provinz Izu

Karte der japanischen Provinzen, Izu ist rot markiert

Izu (jap. 伊豆国, Izu no kuni) oder Zushū (豆州) war eine der historischen Provinzen Japans, bestehend aus der Izu-Halbinsel, die heute zur Präfektur Shizuoka gehört  und den Izu-Inseln, die heute zur Präfektur Tokio gehören.
Izu grenzte an die Sagami und die Provinz Suruga. 
Vor 680 war sie ein Teil der Provinz Suruga. Seitdem bestand die Provinz bis zur Edo-Zeit aus 3 Distrikten: Tagata, Kamo und Naka. In der Edo-Zeit kam Kimisawa als 4. Distrikt hinzu. 
Der Erste Schrein (ichi-no-miya) von Izu war der Mishima-Schrein von Mishima. In der Nähe befand sich auch die Provinzhauptstadt (kokufu), deren Überreste aber noch nicht entdeckt wurden. Die Schreine Ninomiya Hachimangu und Asama, ebenfalls in Mishima, waren die nächstwichtigen. In Mishima befand sich auch der offizielle Provinztempel (kokubunji). 
In der Sengoku-Zeit wurde Izu meist von den Herren der Kantō-Provinzen Sagami und Musashi regiert, darunter den Hōjō und später von den Tokugawa-Shogunen selbst.
Izu war eine wichtige Szene für den Roman Shogun und dessen Verfilmung. 